# Новоромашкин
Новоромашкин — хутор в Октябрьском районе Волгоградской области России, в составе Новоаксайского сельского поселения.

## География
Хутор расположен на северном берегу залива Цимлянского водохранилища образовавшегося в нижнем течении реки Аксай Есауловский, в 11 километрах к западу от посёлка Новоаксайский. Первоначально хутор располагался в пойме реки Дон, в нескольких километрах к северо-западу от современного местонахождения. Население переселено в связи с заполнением ложа Цимлянского водохранилища.

## История
Дата основания не установлена. Под названием Ромашкин хутор впервые обозначен на карте 1812 года. 
Жители были прихожанами Покровской церкви образованной в хуторе в 1879 году. Церковь деревянная, однопрестольная. С колокольней и оградой 
С 1950 года - в составе Ворошиловского района Сталинградской области (Октябрьского района Волгоградской области). В 1954 году включён в состав Ново-Аксайского сельсовета. В 2000 году переименован в хутор Новоромашкин. 

## Население
Динамика численности населения по годам:
| 2002 |
| ---- |
| 83   |

| 2010 |
| ---- |
| 16   |